# Saint-Eugène (Québec)
Pour les articles homonymes, voir Saint-Eugène.
Saint-Eugène, aussi connu sous le nom de Saint-Eugène-de-Grantham, est une municipalité du Québec située dans la MRC de Drummond dans le Centre-du-Québec.

## Toponymie
La municipalité est créée sous le nom de Saint-Eugène-de-Grantham en 1879. Ce nom sera abrégé pour Saint-Eugène en 1960. Son nom évoque Eugène Ier, pape entre 654 à 657. Il se peut aussi que le nom de la municipalité soit plus pour honoré l'abbé Napoléon-François-Eugène Le Brice de Kéroack (1821-1881), curé de Saint-Guillaume, la paroisse au nord. Quant au Grantham du nom originel, il provient du canton de Grantham, canton dans lequel Saint-Eugène est situé.
Le bureau de poste porte quant à lui toujours le nom de Saint-Eugène-de-Grantham.

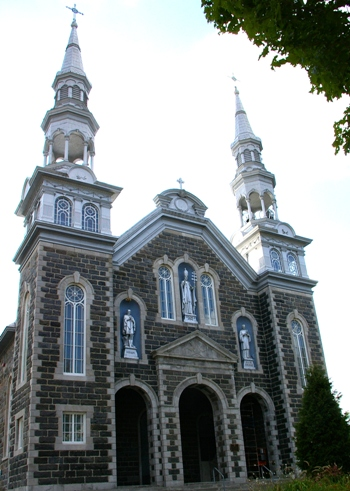
Église

## Géographie
À partir de son crénon, dans le sud, la rivière David coule vers le nord.
À partir de son crénon, dans le sud, la rivière Chibouet coule vers le sud-ouest.

## Démographie
Le recensement de 2011 y dénombre 1 131 habitants alors que le recensement de 2006 y dénombre 1 133 habitants.
| 1991 | 1996  | 2001  | 2006  | 2011  | 2016  | 2021  |
| ---- | ----- | ----- | ----- | ----- | ----- | ----- |
| 982  | 1 058 | 1 084 | 1 133 | 1 131 | 1 126 | 1 139 |

### Langue
Langue maternelle (2006)
| Langue              | Population | Pct (%) |
| ------------------- | ---------- | ------- |
| Français seulement  | 1 105      | 97,79 % |
| Anglais seulement   | 0          | 0,00 %  |
| Français et anglais | 10         | 0,88 %  |
| Autres langues      | 15         | 1,33 %  |

## Administration
Région Centre-du-Québec
Les élections municipales se font en bloc pour le maire et les six conseillers.
| Saint-Eugène Maires depuis 2001                                                                                      |                   |         |          |
| Élection | Maire             | Qualité | Résultat |
| 2001 | Gilles Watier     |         | Voir     |
| 2005 | Gilles Watier     | Voir    |          |
| 2009 | Gilles Watier     | Voir    |          |
| 2013 | André Deslauriers |         | Voir     |
| 2017 | Albert Lacroix    |         | Voir     |
| 2021 | Gilles Beauregard |         | Voir     |
| Élection partielle en italique Depuis 2005, les élections sont simultanées dans toutes les municipalités québécoises |                   |         |          |

## Personnalités
Yves Corbeil : Comédien, animateur de radio-télé.